# Tú Tự
Bản mẫu:Chinesetext
Tú Tự (chữ Hán: 秀屿, bính âm: Xiùyǔ) là một khu (quận) của thành phố Bồ Điền, Phúc Kiến, Trung Quốc. Trung tâm hành chính của quận nằm tại trấn Hốt Thạch (笏石镇). Quận có diện tích là 506 km² và dân số là 782.300 người.

## Trấn
- Hốt Thạch (笏石镇)
- Đông Trang (东庄镇)
- Trung Môn (忠门镇)
- Đông Bộ (东埔镇)
- My Châu (湄洲镇)
- Đông Kiệu (东峤镇)
- Đại Đầu (埭头镇)
- Bình Hải (平海镇)
- Nam Nhật (南日镇)
- Sơn Đình (山亭镇)

## Hương
- Nguyệt Đường (月塘乡)

## Đảo
Quận Tú Tự quản lý nhiều hòn đảo, trong đó có hai đảo -
- My Châu, một địa điểm hành hương.
- Ô Khâu, nằm dưới quyền kiểm soát của Trung Hoa Dân Quốc.